# Dragon (vuurwapen)
Een dragon is de Franse naam voor een ouderwets kanon dat in Nederland "draak" werd genoemd. Dit was een zogenaamd dubbel slangstuk, geconstrueerd als 24-ponder van 31 kalibers lengte.
Het is onwaarschijnlijk dat de dragonders aan dit geschut hun naam te danken hebben. Aannemelijker is dat de dragonders - die oorspronkelijk tot de Franse ruiterij behoorden - en die een draak (dragon) in hun standaard voerden, vandaar "dragonders" werden genoemd.